# Carat Williams
Carat Willians, född 27 mars 2012 i Frankrike, är en fransk varmblodig travhäst. Han tränas av Sébastien Guarato och körs av David Thomain.
Carat Williams började tävla i september 2014. Han har till december 2020 sprungit in 11,2 miljoner kronor på 67 starter varav 19 segrar, 7 andraplatser och 9 tredjeplatser. Han tog sex raka segrar mellan mars och november 2017. Han har tagit karriärens hittills största segrar i Prix Octave Douesnel (2016), Prix Ovide Moulinet (2017), Prix Robert Auvray (2017), Prix Jockey (2017), Critérium des 5 ans (2017) och Prix Marcel Laurent (2017). Han har även kommit på andraplats i Prix de Croix (2017) och Grand Prix du Sud-Ouest (2018), på tredjeplats i Prix Kerjacques (2018) och Prix de Paris (2019) samt på fjärdeplats i Prix de Sélection (2017) och Prix de Paris (2018).
Han deltog i Prix d'Amérique 2018, där han diskvalificerades för galopp.